# Ла-Гаренн-Коломб (кантон)
Ла-Гаре́нн-Коло́мб (фр. La Garenne-Colombes) — кантон у Франції, в департаменті О-де-Сен регіону Іль-де-Франс.

## Склад кантону
Кантон включає в себе 1 муніципалітет:
| Муніципалітет    | Площа | Населення, осіб | Рік  |
| ---------------- | ----- | --------------- | ---- |
| Ла-Гаренн-Коломб | 27001 | 1,78            | 2007 |

| Франція | Це незавершена стаття з географії Франції. Ви можете допомогти проєкту, виправивши або дописавши її. |